# Tauró lleopard
El tauró lleopard (Triakis semifasciata) és una espècie de tauró carcariniforme de la família dels triàquids. Viu a l'est del Pacífic, entre les costes d'Oregon i la Baixa Califòrnia.